# Сергеева, Мария Сергеевна
Мари́я Серге́евна Серге́ева (1 мая 1919, Испаринск, Царевококшайский уезд, Казанская губерния, РСФСР — 29 сентября 1993, Морки, Марий Эл, Россия) — советский государственный, партийный и хозяйственный деятель. Депутат Верховного Совета СССР 1-го созыва (1937—1946). Член ВКП(б).

## Биография
Родилась 1 мая 1919 года в деревне Испаринск ныне Моркинского района Марий Эл в крестьянской семье. 
В 1935—1960 годах (с перерывом) в колхозе «Волгенче» родного района: рядовая, звеньевая, в 1938 году — председатель, после Великой Отечественной войны — заведующая фермой. В 1936—1937 годах её звено благодаря умелой агротехнике получило высокие урожаи зерновых, льна, конопли. 
С 1939 года — инструктор, в 1942—1946 годах — заведующая отделом кадров Моркинского районного исполкома Марийской АССР. 
В 1937—1946 годах избирался депутатом Верховного Совета СССР 1-го созыва.
Награждена медалями.
Замужем, супруг — герой Великой Отечественной войны В. П. Петров.
Ушла из жизни 29 сентября 1993 года в посёлке Морки Марий Эл.

## Трудовые награды
- Медаль «За доблестный труд в Великой Отечественной войне 1941—1945 гг.»
- Медаль «За доблестный труд. В ознаменование 100-летия со дня рождения Владимира Ильича Ленина» (1970)